# Estnische Badmintonmeisterschaft 1984
Die Estnische Badmintonmeisterschaft 1984 fand im Mai 1984 in Tallinn statt. Es war die 20. Austragung der Titelkämpfe.

## Medaillengewinner
| Disziplin    | Gold                                          | Silber                                          | Bronze                                       |
| ------------ | --------------------------------------------- | ----------------------------------------------- | -------------------------------------------- |
| Herreneinzel | Ain Matvere, Tartu                            | Einar Veede, Tartu                              | Peeter Ärmpalu, Tallinn                      |
| Dameneinzel  | Mare Reinberg, Tartu                          | Anu Eek, Tartu                                  | Ann Avarlaid, Tartu raj                      |
| Herrendoppel | Kalle Kaljurand Ivar Kask, Tartu              | Ain Matvere Einar Veede, Tartu                  | Jüri Tarto Raivo Kristianson, Tallinn        |
| Damendoppel  | Mare Reinberg Ann Avarlaid, Tartu / Tartu raj | Marju Velga Katrin Aru, Tallinn                 | Katrin Vaakmann Laila Põdra, Tartu / Tallinn |
| Mixed        | Peeter Ärmpalu Mare Reinberg, Tallinn / Tartu | Kalle Kaljurand Ann Avarlaid, Tartu / Tartu raj | Ivar Kask Anu Eek, Tartu                     |